# Магнитно-импульсная сварка

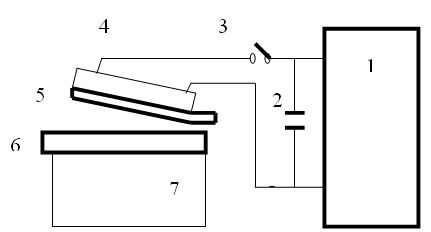
Схема магнито-импульсной сварки. 1 - зарядное устройство, 2 – конденсатор, 3 - коммутирующее устройство, 4 - индуктор, 5, 6 - свариваемые детали, 7 – опора.

Магнитно-импульсная сварка — сварка металлических деталей посредством соударения. Разгон и метание свариваемых деталей при этом обеспечивается импульсным электромагнитным полем. 
Магнитно-импульсная сварка используется в машиностроении для сварки трубчатых деталей между собой, а также с другими деталями, для плоских деталей по их наружному и внутреннему контуру. Диапазон толщин свариваемых магнито-импульсной сваркой деталей составляет 0,5-2,5 мм.

## Сущность
Магнитно-импульсная обработка металлов основывается на электромеханическом взаимодействии между вихревыми токами, наведенными в стенках обрабатываемой детали при пересечении их силовыми магнитными линиями импульсного магнитного поля, и самим магнитным потоком. При этом на проводник с наведенным током (свариваемая деталь) действует сила Лоренца и деталь с большой скоростью вылетает и ударяется с другой свариваемой деталью.
Свариваемые детали могут устанавливаться как под углом, так и параллельно друг к другу. Угловое размещение позволяет обеспечить последовательное перемещение зоны контакта при сварке деталей. Соединение  образуется в результате косого удара двух металлических деталей металла с образованием между ними металлических связей. При параллельном расположении распределение давления вдоль образующей метаемой детали неравномерное. Оно меньше по концам и больше в средней части. 
Кинетическая энергия, передаваемая метаемому свариваемому элементу зависит от числа витков индуктора, напряжения разряда, ёмкости конденсатора. При получении сильных магнитных полей (около 15 Тл.) индуктор сильно нагревается, поэтому для его охлаждения используется жидкостное (жидкий азот, гелий) охлаждение.

## Недостатки
- магнитно-импульсную сварку нельзя применять для получения соединений большой площади.

## Преимущества
- магнитно-импульсным способом можно сваривать практически любые материалы за  микросекунды;
- по сравнению со сваркой взрывом в магнитно-импульсной сварке получаются сварные соединения минимальной длины, равнопрочные с основным металлом;
- допускается сварка деталей в среде с заданными свойствами (вакууме, защитной атмосфере и другие) с помощью удаленного индуктора, отделённого неметаллической оболочкой.

## Оборудование
Установка для магнитно-импульсной сварки включают в себя генераторы импульсных токов ёмкостного типа с индуктивной нагрузкой. При магнитно-импульсной сварке токи разряда достигают сотен тысяч ампер.
Коммутирующие устройства установок - это вакуумные разрядники, разрядники под давлением, разрядники при атмосферном давлении и игнитроны.
Индукторы состоят из металлической (сталь, вольфрам)  спирали из одного или нескольких витков.  Форма рабочей поверхности спирали с повторяет форму заготовки.